# Asa N.º 1 da RAAF

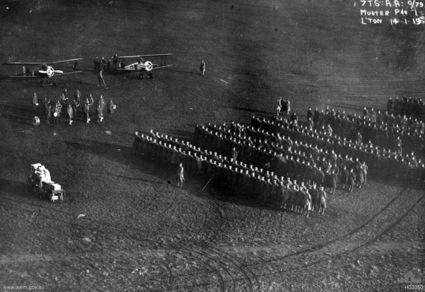
Imagem do memorial de guerra Australiano

A Asa N.º 1 foi uma formação do Australian Flying Corps (AFC) e, mais tarde, da Real Força Aérea Australiana (RAAF), durante a Primeira Guerra Mundial e a Segunda Guerra Mundial, respectivamente. Estabelecida no dia 1 de Setembro de 1917 como uma formação de esquadrões de treino de pilotagem, na Inglaterra, foi dissolvida em Abril de 1919. No dia 7 de Outubro de 1942 voltou a ser formada, desta vez como uma formação de caças. Até ser dissolvida em Outubro de 1945, prestou serviço até ao final da Segunda Guerra Mundial.